# فرودگاه فاگالی
فرودگاه فاگالی (به انگلیسی: Fagali'i) یک فرودگاه همگانی با کد یاتا FGI است که یک باند فرود آسفالت دارد و طول باند آن ۶۷۰ متر است. این فرودگاه در شهر آپیا کشور ساموآ قرار دارد .